# Koos van Tamelen
Koos van Tamelen (3 januari 1957) is een Nederlands voormalig voetballer en huidig voetbaltrainer.
Van Tamelen speelde in De Bilt in de jeugd voor zowel BVC als FAK. Bij FAK speelde hij ook drie seizoenen in het eerste team. Van 1976 tot 1984 speelde hij bij FC Utrecht en aansluitend tot 1987 bij FC Wageningen. Daarna gaf hij training bij diverse teams van achtereenvolgens SV Bilthoven, FAK en FC De Bilt. Bij die laatste club was hij van 1997 tot 2000 hoofd opleidingen. Van 2000 tot 2003 en in het seizoen 2004/05 trainde hij teams bij FC Utrecht. In het seizoen 2003/04 en van 2005 tot 2011 was hij daar hoofd opleidingen. In juni 2007 was hij tussen het vertrek van Foeke Booy en de komst van Willem van Hanegem ad interim hoofdtrainer van FC Utrecht. Onder zijn leiding werd de Polar Cup op Curaçao gewonnen. Sinds 2008 is hij werkzaam in de Voetbalschool Regio Utrecht en sinds 2001 is hij bij FC De Bilt jeugdcoordinator en voorzitter van de technische commissie.